# Breasen
Breasen är en sjö i Ljusdals kommun i Hälsingland och ingår i Ljusnans huvudavrinningsområde. Sjön har en area på 1,59 kvadratkilometer och ligger 220 meter över havet.

## Delavrinningsområde
Breasen ingår i det delavrinningsområde (685980-149199) som SMHI kallar för Utloppet av Breasen. Medelhöjden är 245 meter över havet och ytan är 9,09 kvadratkilometer. Det finns inga avrinningsområden uppströms utan avrinningsområdet är högsta punkten. Vattendraget som avvattnar avrinningsområdet har biflödesordning 3, vilket innebär att vattnet flödar genom totalt 3 vattendrag innan det når havet efter 156 kilometer. Avrinningsområdet består mestadels av skog (73 procent). Avrinningsområdet har 1,6 kvadratkilometer vattenytor vilket ger det en sjöprocent på 17,5 procent.